# التجمع للديمقراطية والتقدم (بنين)
التجمع للديمقراطية والتقدم (بالفرنسية: Rassemblement pour la Démocratie et le Progrès)‏ هو حزب سياسي في بنين.

## التاريخ
تأسس الحزب في عام 1995 باسم التجمع للديمقراطية والوحدة الأفريقية،  وكان بقيادة دومينيك هونجينو.  في الانتخابات البرلمانية في ذات العام، حصل على 1.4٪ من الأصوات، وفاز بمقعد واحد،  شغله هونجينو.  في انتخابات 1999 انخفضت حصته في التصويت إلى 0.9٪ ، لكن هونجينو احتفظ بمقعده.  
بحلول انتخابات عام 2003، أصبح التجمع للديمقراطية والتقدم. وانضم إلى الحركة الرئاسية، مع احتفاظ هونجينو بمقعده مرة أخرى حيث فاز التحالف الرئاسي بما مجموعه 52 مقعدًا.  